# Keine Sorgen Arena
Keine Sorgen Arena (dawniej „Fill Metallbau Stadion”) – stadion piłkarski w Ried im Innkreis, w Austrii. Na tym obiekcie swoje mecze rozgrywa klub SV Ried. Stadion może pomieścić 7 700 osób.